# Santa Croce di Magliano
Santa Croce di Magliano là một đô thị ở tỉnh Campobasso trong vùng Molise thuộc nước Ý, có vị trí cách khoảng 30 km về phía đông bắc của Campobasso. Tại thời điểm ngày 31 tháng 12 năm 2004, đô thị này có dân số 4.863 người và diện tích là 52,6 km².
Santa Croce di Magliano giáp các đô thị: Bonefro, Castelnuovo della Daunia, Montelongo, Rotello, San Giuliano di Puglia, Torremaggiore.